# Jerry Vandam
Jerry Vandam (Lilla, 8 dicembre 1988) è un calciatore francese, difensore del Croix.

## Carriera
Dal 2007 al 2011 milita in prima squadra nella società della sua città, il Lilla, con cui esordisce nella stagione 2007-2008, dove indossa la maglia numero 3 e, guidato dall'ex tecnico della Roma, Rudi Garcia vince il titolo di Ligue 1 2010-2011.
Il 13 luglio 2011 passa in prestito al Caen per un anno. Successivamente è terzino in Belgio con il Mechelen e il Waasland-Beveren.
Il 30 marzo 2016 è tesserato dall'Ischia Isolaverde, società militante in Lega Pro.

## Statistiche

### Presenze e reti nei club
Statistiche aggiornate al 20 settembre 2020.
| Stagione        | Squadra           | Campionato      | Campionato | Campionato | Coppe nazionali | Coppe nazionali | Coppe nazionali | Coppe continentali | Coppe continentali | Coppe continentali | Altre coppe | Altre coppe | Altre coppe | Totale | Totale | Totale |
| Stagione        | Squadra           | Comp.           | Pres.      | Reti       | Comp.           | Pres.           | Reti            | Comp.              | Pres.              | Reti               | Comp.       | Pres.       | Reti        | Pres.  | Reti   |        |
| --------------- | ----------------- | --------------- | ---------- | ---------- | --------------- | --------------- | --------------- | ------------------ | ------------------ | ------------------ | ----------- | ----------- | ----------- | ------ | ------ | ------ |
| 2008-2009       | Lilla             | L1              | 2          | 0          | CF+CdL          | 2+-             | 0+-             | -                  | -                  | -                  | -           | -           | -           | 4      | 0      |        |
| 2009-2010       | Lilla             | L1              | 9          | 0          | CF+CdL          | 1+1             | 0               | UEL                | 7                  | 0                  | -           | -           | -           | 18     | 0      |        |
| 2010-2011       | Lilla             | L1              | 2          | 0          | CF+CdL          | 0+0             | 0               | UEL                | 4                  | 0                  | -           | -           | -           | 6      | 0      |        |
| 2011-2012       | Caen              | L1              | 36         | 1          | CF+CdL          | 1+2             | 0               | -                  | -                  | -                  | -           | -           | -           | 39     | 1      |        |
| 2012-gen. 2013  | Lilla             | L1              | -          | -          | CF+CdL          | -               | -               | UCL                | -                  | -                  | -           | -           | -           | 0      | 0      |        |
| Totale Lilla    | Totale Lilla      | Totale Lilla    | 13         | 0          |                 | 3+1             | 0               |                    | 11                 | 0                  |             | -           | -           | 28     | 0      |        |
| gen.-giu. 2013  | Malines           | D1              | 5+1        | 0          | CB              | -               | -               | -                  | -                  | -                  | -           | -           | -           | 6      | 0      |        |
| 2013-2014       | Malines           | D1              | 23+5       | 0          | CB              | 2               | 0               | -                  | -                  | -                  | -           | -           | -           | 30     | 0      |        |
| 2014-gen. 2015  | Malines           | D1              | 4          | 0          | CB              | 1               | 0               | -                  | -                  | -                  | -           | -           | -           | 5      | 0      |        |
| Totale Malines  | Totale Malines    | Totale Malines  | 32+6       | 0          |                 | 3               | 0               |                    | -                  | -                  |             | -           | -           | 41     | 0      |        |
| gen.-giu. 2015  | Waasland-Beveren  | D1              | 1+5        | 0          | CB              | -               | -               | -                  | -                  | -                  | -           | -           | -           | 6      | 0      |        |
| mar.-giu. 2016  | Ischia Isolaverde | LP              | 3+2        | 0          | CI-LP           | -               | -               | -                  | -                  | -                  | -           | -           | -           | 5      | 0      |        |
| gen.-giu. 2017  | Dunkerque         | N               | 4          | 0          | -               | -               | -               | -                  | -                  | -                  | -           | -           | -           | 4      | 0      |        |
| 2017-2018       | Le Puy            | CFA             | 18         | 0          | CF              | 1               | 0               | -                  | -                  | -                  | -           | -           | -           | 19     | 0      |        |
| 2018-2019       | Le Puy            | CFA             | 29         | 1          | CF              | 2               | 1               | -                  | -                  | -                  | -           |             | -           | 31     | 2      |        |
| 2019-2020       | Le Puy            | N               | 24         | 1          | CF              | 3               | 0               | -                  | -                  | -                  | -           | -           | -           | 27     | 1      |        |
| Totale Le Puy   | Totale Le Puy     | Totale Le Puy   | 71         | 2          |                 | 6               | 1               |                    | -                  | -                  |             | -           | -           | 77     | 3      |        |
| Totale carriera | Totale carriera   | Totale carriera | 173        | 3          |                 | 16              | 1               |                    | 11                 | 0                  |             | -           | -           | 200    | 4      |        |

## Palmarès

### Club

#### Competizioni nazionali
- Campionato francese: 1

Lilla: 2010-2011
- Coppa di Francia: 1

Lilla: 2010-2011